# Oreodera fluctuosa
Oreodera fluctuosa là một loài bọ cánh cứng trong họ Cerambycidae.